# A szoftverkiadás életciklusa

A szoftverkiadás szakaszai

A szoftverkiadás olyan disztribúcióra utal, ami valamely szoftvertermék nyilvános vagy magán, legelső vagy új, ill. frissített verziója lehet.  Amikor egy szoftverprogram vagy rendszer megváltozik, a programozók és a cég kidolgozzák a program vagy a rendszer terjesztésének módját, ill. a programon vagy a rendszeren végrehajtandó változtatásokat.  A javítócsomagok kiadása a változtatások terjesztésének egyik módja, ami történhet letöltéssel vagy kompaktlemezen.
A szoftverkiadás életciklusa öt, jól megkülönböztethető szakaszból áll, melyek leírják a szoftver stabilitását, és a végleges kiadás előtt a fejlesztéshez szükséges mennyiséget.  Egy termék minden egyes nagyobb verziója általában átmegy egy szakaszon, amikor új funkciókat adnak hozzá, vagy az alfa állapot; az a szakasz, amikor aktívan keresik a hibákat, vagy a béta szakasz; és végezetül az a szakasz, amikor az összes fontos hibát kijavították, vagyis a stabil szakasz.  Közbeeső szakaszok ugyancsak felismerhetők.  A projekt fejlesztői hivatalosan bejelenthetik vagy szabályozhatják a szakaszokat, de olykor csak informálisan használják a határidőket a termék állapotának leírására.

## A szoftverkiadás szakaszai

### Prealfa
Olykor prealfa megjelöléssel adnak ki új „buildet” (magyarul: kiadást), az alfa vagy a béta kiadása előtt. Az alfa és a béta verzióval ellentétben a prealfa általában nem „kiadásra kész”. A tervezők ebben a szakaszban még pontosan meghatározzák, hogy milyen funkciói legyenek, és milyenek ne legyenek a terméknek. Némely esetben jelentősen eltérhet funkcionalitást tekintve a program prealfa és végleges verziója. Ez ugyanolyan, mint a hardvereszközök esetében a prototípus.

### Alfa
Valamely termék alfa változata még teljes körű hibakeresésre vagy a szolgáltatások teljes megvalósítására vár, azonban eleget tesz a legfontosabb követelményeknek. Gyakran hiányoznak belőle a végleges változatba ígért  funkciók, azonban jól demonstrálja a szoftver megvalósíthatóságát és alapszerkezetét.  Mivel ez a kiadási életciklus első legfontosabb szakasza, ezért nevezték el a görög ábécé első, alfa betűjéről.
A szoftver alfa kiadása általában a szoftvertesztelők számára átadott első build.

### Béta
A béta verzió vagy a béta kiadás egy számítógépprogramnak általában azt az első kiadását jelenti, amiben kezdeti követelményelemzésben valósítják meg az összes funkciót. Nagyon hasznos lehet a belső bemutatókhoz és előnézetekhez a vásárlók kiválasztásában, azonban labilis, és még nem érett meg a kiadásra.  Némely fejlesztő erre a szakaszra előnézetként, technikai előnézetként,  vagy korai kiadásként hivatkozik.  Mivel a kiadási életciklusban az alfa szakaszt követően a második fontos szakasz, ezért a görög ábécé második betűjéről, a bétáról nevezték el.
A béta verzió a fejlesztési ciklus közepén helyezkedik el. A fejlesztők vagy zárt béta, vagy nyitott béta változatban adják ki; a zárt béta verziókat egy kiválasztott csoport számára adják ki tesztelési célból, míg a nyitott bétákat nagyobb közösségnek szánják, többnyire a nagyközönségnek. A tesztelők bejelentik az általuk talált hibákat, és néha kisebb funkciókat is javasolnak, amiket szeretnének látni a végleges változatban.
Amikor a nagyközönség számára elérhető egy béta, akkor azt gyakorta széles körben úgy használják a technológiailag hozzáértők, és az előző verziókban jártasak, mintha ez lenne a végtermék. A freeware vagy a nyílt forráskódú béták fejlesztői általában a nagyközönség számára adják ki, míg a zárt bétákat viszonylag kis tesztelőcsoport kapja. A szoftvert akkor hívják kiadásra késznek, amikor az alkotócsoport egyetért abban, hogy a rendszer eleget tesz a funkcionális követelményeknek, és nem tesznek már új funkciót a kiadásba, ugyanakkor felmerülhetnek még fontos hibák a szoftverben.

### Kiadásra jelölt
A kiadásra jelölt (angolul: release candidate, rövidítve: RC) kifejezés olyan verzióra utal, aminek nagy esélye van arra, hogy az a végleges termék legyen, amelyik kiadásra kész, hacsak nem jelentkeznek súlyos hibák. Ebben a szakaszban a termék valamennyi megtervezett szolgáltatást tartalmazza, és nincsenek benne különösebb hibák. A termék ebben a fázisban általában kódkész.
Egy kiadást akkor neveznek kódkésznek, amikor a fejlesztőcsapat tagjai egyetértenek abban, hogy teljesen új forráskódot már nem tesznek ebbe a kiadásba. Történhetnek még változtatások a kódban, a hibák kijavítására. Változhat a dokumentáció is, és az adatfájlok is. Új kód már csak a következő kiadásba kerülhet.

### Arany/általános elérhetőségű kiadás
Az arany vagy az általános elérhetőségű kiadás verzió általában egy bizonyos termék végleges változata. Jellemző rá, hogy szinte megegyezik a végleges release candidate kiadással, a különbség annyi, hogy az utolsó pillanatban felfedezett hibákat is javították benne. Az arany kiadás nagyon stabil verziónak tekinthető, viszonylag hibamentes, a minősége olyan, hogy a végfelhasználók közti széles körben történő terjesztésre és használatra megfelel. A kereskedelmi szoftverkiadásokban ezt a verziót alá is írhatják (amivel a végfelhasználók ellenőrizhetik, hogy a kiadás óta a kódot nem módosították).

#### Dobozos példány
A dobozos példány a lemezre írt végtermék, amit a valódi kiadás tartalmaz, borítótervvel kiegészítve. Leginkább a recenzensek használják ezt a kifejezést az arany mesterlemezektől történő megkülönböztetésre.

### Stabil/labilis
A nyílt forráskódú programozásban a verziószámozás, vagyis a stabil és a labilis kifejezés különbözteti meg a fejlesztési szakaszt.  A stabil olyan szoftververzióra utal, ami alapjában véve azonos azzal a változattal, amit egy elég nagy felhasználói kör tesztelt, és aránylag elfogadhatjuk, hogy nincs benne különösebb probléma, vagy legalábbis ismert és dokumentált probléma.  Másrészről a labilis kifejezésnek nem feltétlenül kell azt jelentenie, hogy vannak problémák – inkább azt, hogy olyan továbbfejesztések vagy módosítások történtek a szoftverben, melyek nem estek át alapos tesztelésen, és több elkerülhetetlen változtatás várható.  Az ilyen szoftverek felhasználóinak azt lehet tanácsolni, hogy a stabil verziót használják, amennyiben megfelel az igényeiknek, és csak akkor használják a labilis változatot, ha az érdekelt új szolgáltatások nem túl kockázatosak, ha esetleg valami nem működne megfelelően.